# Burni Tangak
Burni Tangak är ett berg i Indonesien.   Det ligger i provinsen Aceh, i den västra delen av landet, 1 600 km nordväst om huvudstaden Jakarta. Toppen på Burni Tangak är 2 423 meter över havet.
Terrängen runt Burni Tangak är kuperad åt nordväst, men åt sydost är den bergig. Runt Burni Tangak är det glesbefolkat, med 10 invånare per kvadratkilometer. I omgivningarna runt Burni Tangak växer i huvudsak städsegrön lövskog.